# Tilloclytus geminatus
Tilloclytus geminatus är en skalbaggsart som först beskrevs av Samuel Stehman Haldeman 1847.  Tilloclytus geminatus ingår i släktet Tilloclytus och familjen långhorningar. Inga underarter finns listade i Catalogue of Life.